# Malvagna
Malvagna – miejscowość i gmina we Włoszech, w regionie Sycylia, w prowincji Mesyna.
Według danych na rok 2004 gminę zamieszkiwały 964 osoby, 160,7 os./km².